# Pluméliau
Pluméliau (tiếng Breton: Pluniav) là một xã ở tỉnh Morbihan trong vùng Bretagne tây bắc Pháp. Xã này có diện tích 67,72 km², dân số năm 1999 là 3091 người. Khu vực này có độ cao từ 33-152 mét trên mực nước biển.
Cư dân của Pluméliau danh xưng trong tiếng Pháp là Plumelois.